# Sant Sadurní d'Anoia
Sant Sadurní d'Anoia és un poble i municipi de la comarca de l'Alt Penedès. El municipi té una extensió de 19 km² i té una població de 12.887 habitants (2019). El terme Sadurní procedeix de l'antropònim llatí Saturninus, diminutiu de "Saturnus", 'Saturn'. El predicat al riu Anoia, del llatí amnucula, "rierol".

## Geografia
- Llista de topònims de Sant Sadurní d'Anoia (Orografia: muntanyes, serres, collades, indrets..; hidrografia: rius, fonts...; edificis: cases, masies, esglésies, etc).

## Història

### Orígens
Sant Sadurní té els seus orígens en l'antiga parròquia de Sant Sadurní de Subirats, citada documentalment vers l'any 1080.

### Època Medieval
Formava part de la baronia del castell termenat de Subirats, a mans de famílies nobiliàries, fins que l'any 1493 fou incorporada a la Corona d'Aragó. Durant segles, Sant Sadurní de Subirats no va ser més que un conjunt de cases alineades al voltant del secular camí ral entre Tarragona i Barcelona. La seva situació geogràfica va permetre un major desenvolupament de la població respecte a les parròquies properes que formaven la Universitat de Subirats (Sant Pau d'Ordal, Sant Pere Lavern i Sant Sadurní de Subirats.

### Època Moderna
L'any 1764 Sant Sadurní de Subirats va aconseguir la seva independència com a municipi. Des d'aquest moment adopta el seu nom actual, pres com sobrenom el del riu que la travessa: el Riu Anoia.
La història de Sant Sadurní va tenir un tomb decisiu a final del segle xix. Amb una agricultura fortament orientada a la viticultura, a partir de 1872 s'hi van començar a elaborar les primeres ampolles de cava. El 1887 va patir fortament la plaga de la fil·loxera, però hi va saber reaccionar amb força i es va convertir en un dels llocs capdavanters en la lluita contra la plaga.

### Època Contemporània
La producció de cava, que s'havia iniciat tímidament poc abans de la fil·loxera, va prendre, després, un impuls definitiu.

## Demografia
| 1497 f | 1515 f | 1553 f | 1717 | 1787  | 1857  | 1877  | 1887  | 1900  | 1910  |
| ------ | ------ | ------ | ---- | ----- | ----- | ----- | ----- | ----- | ----- |
| 37     | 13     | 30     | 483  | 1.065 | 2.772 | 2.707 | 3.219 | 2.671 | 3.135 |

| 1920  | 1930  | 1940  | 1950  | 1960  | 1970  | 1981  | 1990  | 1992  | 1994  |
| ----- | ----- | ----- | ----- | ----- | ----- | ----- | ----- | ----- | ----- |
| 3.495 | 4.198 | 4.156 | 4.168 | 5.268 | 7.074 | 8.591 | 9.209 | 9.353 | 9.353 |

| 1996  | 1998  | 2000  | 2002   | 2004   | 2006   | 2008   | 2010   | 2012   | 2014   |
| ----- | ----- | ----- | ------ | ------ | ------ | ------ | ------ | ------ | ------ |
| 9.205 | 9.343 | 9.539 | 10.099 | 11.034 | 11.617 | 11.909 | 12.323 | 12.482 | 12.590 |

| 2016   | 2018   | 2020   | 2022   | 2024   | 2026 | 2028 | 2030 | 2032 | 2034 |
| ------ | ------ | ------ | ------ | ------ | ---- | ---- | ---- | ---- | ---- |
| 12.654 | 12.866 | 12.841 | 12.863 | 12.915 | -    | -    | -    | -    | -    |

| Entitat de població  | Habitants (2024) |
| Sant Sadurní d'Anoia | 12.689           |
| Can Catassús         | 98               |
| Can Benet de la Prua | 67               |
| Espiells             | 45               |
| Monistrol d'Anoia    | 16               |
| Font: Idescat        |                  |

## Administració i política
El Ple de l'Ajuntament està format per 17 regidors. La votació per decidir l'alcalde o alcaldessa del mandat 2023-2027 va tenir lloc el dia 16 de Juny de 2023 durant el ple de constitució de la corporació, en el qual va ser investit alcalde Pere Vernet.
| Eleccions municipals de 28 de maig de 2023 - Sant Sadurní d'Anoia                                                        |                                     |                                     |                                     |        |           |          |
| Candidatura | Candidatura                         | Candidatura                         | Cap de llista                       | Vots   | Vots      | Regidors |
| | ERC - AM                            |                                     | Pere Vernet Caldu                   | 1.686  | 31,12 %   | 6 (+1)   |
| | JUNTS - CM                          |                                     | Anton Amat Ibañez                   | 1.144  | 21,34 %   | 4 ()     |
| | PSC                                 |                                     | Pedro Campos Osuna                  | 1.082  | 20,19 %   | 4 ()     |
| | CUP                                 |                                     | Arantxa Fernández Pajuelo           | 534    | 9,96 %    | 1 (-1)   |
| | PP                                  |                                     | Maria Del Mar Guirao Perau          | 529    | 9,87 %    | 1 ()     |
| | SS - ECP                            |                                     | Miren Arantzazu Molina Colom        | 284    | 5,29 %    | 1 ()     |
| | Vots en blanc                       |                                     |                                     | 118    |           |          |
| Total vots vàlids i regidors                                                                                             | Total vots vàlids i regidors        | Total vots vàlids i regidors        | Total vots vàlids i regidors        | '      | 100 %     | '        |
| | Vots nuls                           | Vots nuls                           | Vots nuls                           | 103    | 1,18 %    |          |
| Participació (vots vàlids més nuls)                                                                                      | Participació (vots vàlids més nuls) | Participació (vots vàlids més nuls) | Participació (vots vàlids més nuls) | 5.462  | 56,71 %** |          |
| Abstenció | Abstenció                           | Abstenció                           | Abstenció                           | 4.169* | 43,28 %** |          |
| Total cens electoral | Total cens electoral                | Total cens electoral                | Total cens electoral                | 9.631* | 100 %**   |          |
| Alcalde: Pere Vernet (ERC) Per ser la llista més votada, després de no haver obtingut majoria absoluta dels regidors (7) |                                     |                                     |                                     |        |           |          |
| Fonts: Nació Digital, El3devuit.cat (* No són vots sinó electors. ** Percentatge respecte del cens electoral.)           |                                     |                                     |                                     |        |           |          |

## Festes

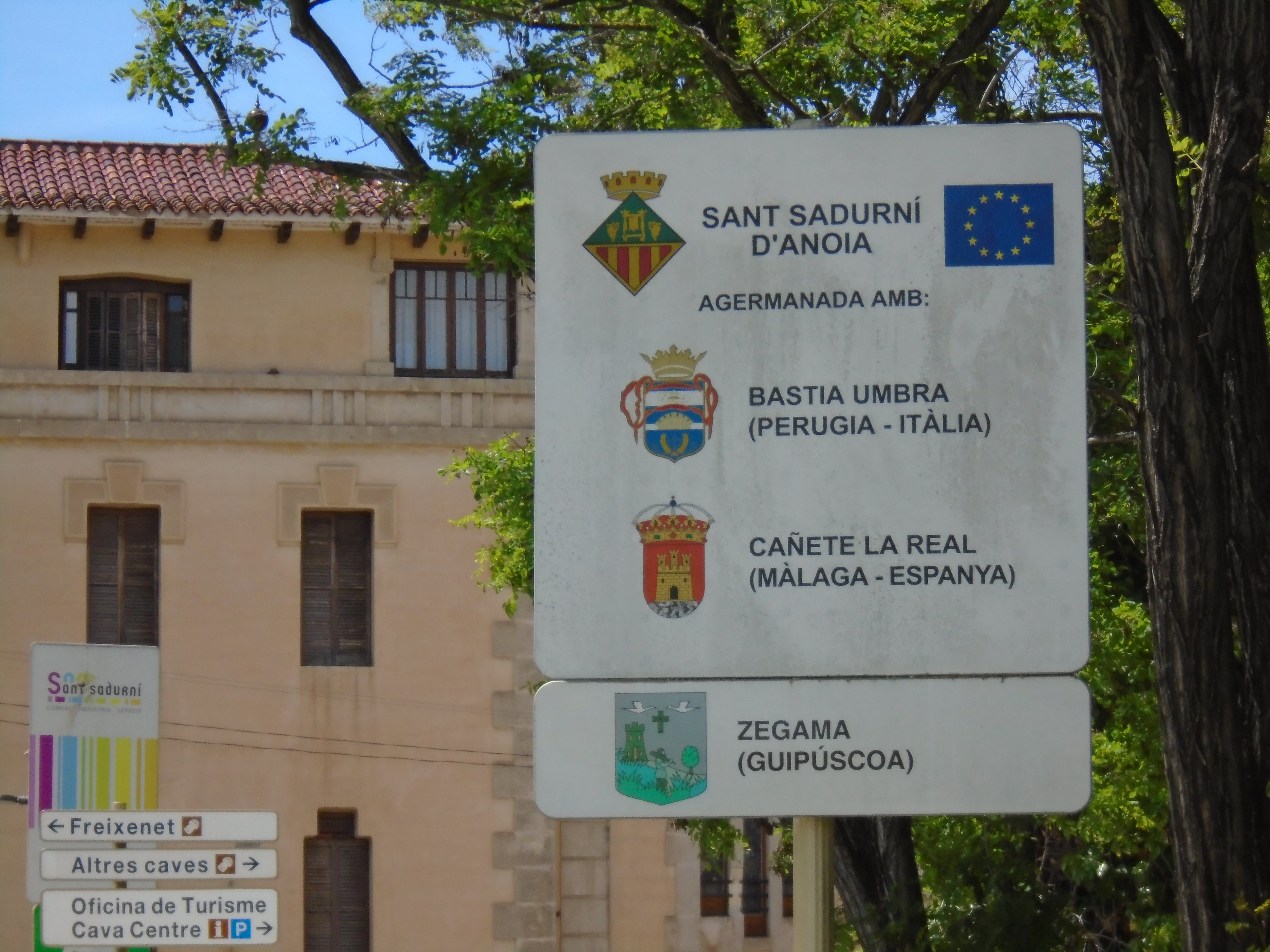
Agermanaments

- Festes dels barris: durant set dies a partir del primer dijous de Corpus. Cada dia se celebra la festa d'un dels set barris que componen la vila: Ajuntament, Sant Antoni, Montserrat, Església, Diputació, Cavallers i Raval. Durant la setmana de barris, a les 2 del migdia es llença una tronada per simbolitzar el relleu d'un barri a un altre. Al capvespre es realitza un castell de focs. I l'endemà es duu a terme el Rengle, una cercavila pels carrers del barri amb finalització a l'Església Parroquial. El barri Diputació, a més, fa cremar una falla i el Barri Església guarneix el carrer amb una catifa de flors.
- Les Fires i Festes de Sant Sadurní d'Anoia són del 6 al 9 de setembre per commemorar la verema, i especialment la "Festa de la fil·loxera", que se celebra el vespre de cada 8 de setembre a la plaça de l'Església, per recordar la història de la plaga, la batalla entre els pagesos i l'insecte i la victòria final. Són les principals festes de la vila. Antigament eren molt importants com a fira, ja que era el moment en què el pagès aprofitava per preparar la verema, fer les compres de cavalls i carros, de bótes i eines per treballar la terra i elaborar el vi, etc. Amb el pas del temps, la constant evolució tecnològica ha fet que la part lúdica hagi guanyat el terreny a la part comercial. El 6 de setembre abans del pregó es fa la típica trobada de Punta de coixí. A les 8 del vespre es fa el tradicional pregó de fires on s'inaugura oficialment la festa, en acabat del pregó es fa la tronada i l'exhibició dels falcons del país del cava de Sant Sadurní. A la nit es fa el korrebars, el carnaval d'estiu, concerts i festa fins a la matinada. El 7 de setembre al matí es fan espectacles infantils, torneigs de tennis i de futbol. A la tarda també es fan espectacles infantils i sardanes. A les 10 i mitja de la nit es tira un castell de focs al Parc del Gat Cendrer. Just després del castell de foc comença l'escampada de fil·loxeretes, és una representació de l'aparició de la plaga de la fil·loxera fent dos correfocs de quinze fil·loxeretes que recorren diversos carrers per trobar-se a la plaça de l'Era d'en Guineu, plaça situada davant de Can Guineu, edifici que era propietari de Marc Mir i Capella un dels Set Savis de Grècia impulsors de la lluita sobre la fil·loxera. Allà també intervé la fil·loxera gran.
- Setmana del Cava: segona setmana d'octubre amb els actes de la confraria del cava per coronar els ambaixadors del cava. L'ajuntament paral·lelament organitza la fira "Cavatast" on s'apleguen els millors cavistes per deixar tastar els seus millors caves.
- Festa Major: a 29 de novembre, per celebrar el patró del poble, Sant Sadurní.

## Llocs d'interès
- L'Escola de Viticultura Mercè Rossell i Domènech
- L'Ermita Romànica de Sant Benet, al nucli d'Espiells
- Ruta Modernista
- Museu de les Caves de Codorníu.[2]
- L'Espai Xocolata Simón Coll[3]

## Sadurninencs destacats
Categoria principal: Sadurninencs
- Jordi Esteva Munné (1983), jugador d'hoquei patins i actualment entrenador del mateix esport. Campió de la Copa del Rei (Igualada 2008)
- Santi Carda i Torner (1968), jugador d'hoquei patins.
- Josep Ferrer i Sala (1925), empresari vinícola.
- Maria Assumpció Raventós i Torras (1930), pintora i tapissera.
- Agustí Torelló i Mata (1935), enòleg.
- Manuel Raventós i Domènech (1862-1930), empresari vinícola.
- Matias Ferret i Parera (1888-1975), cantant de sarsuela.
- Santiago Vidal i Marsal, (1956) jutge
- Francesc Xavier Bargalló Torres(1976).jugador d'hoquei patins
- Jordi Bargalló i Poch (1979), jugador d'hoquei patins.
- Pedro Gil i Gómez (1980), jugador d'hoquei patins.
- Marc Gual i Rosell (1980), jugador d'hoquei patins.
- Alex Moreno i Lopera (1993) jugador de futbol.
- Miquel Reina (1986), escriptor i creatiu